# 劉鈞 (後漢)
劉鈞（りゅう きん、生年不詳 - 117年）は、後漢の皇族。陳思王。

## 経歴
陳敬王劉羨の子として生まれた。97年（永和8年）、父が死去すると、陳王として立てられた。劉鈞には不法のことが多く、天子の礼である大射礼を行ったりした。劉鈞は父の夫人の李儀らを憎んで、99年（永元11年）に刺客の隗久を送って李儀の家族を殺させた。吏は隗久を捕らえて、長平の獄に拘置した。劉鈞は口封じのためにまた刺客を送って隗久を殺させた。事件が発覚して、御史が上奏し、劉鈞は罪に問われて陳国から西華・項・新陽の3県を削られた。100年（永元12年）、6人の弟が列侯に封じられた。後に劉鈞は後宮から宮女の李嬈を奪って小妻としたため、また罪に問われて陳国から圉・宜禄・扶溝の3県を削られた。113年（永初7年）、劉羨の孫の劉安国が耕亭侯に封じられた。
117年（元初4年）7月辛丑、劉鈞は死去した。子の劉竦が後を嗣いで陳王として立った。

## 伝記資料
- 『後漢書』巻50 列伝第40